# Saint-Jean-de-Touslas
Saint-Jean-de-Touslas foi uma comuna francesa na região administrativa de Auvérnia-Ródano-Alpes, no departamento de Ródano. Estendia-se por uma área de 5,57 km². Em 2010 a comuna tinha 831 habitantes (densidade: 149,2 hab./km²).
Em 1 de janeiro de 2018, passou a formar parte da nova comuna de Beauvallon.